# Salgueiro Atlético Clube
O Salgueiro Atlético Clube (conhecido popularmente por Salgueiro e cujo acrônimo é SAC) é uma associação esportiva brasileira fundada em 1972, no município de Salgueiro, no estado de Pernambuco, tendo interrompido suas atividades no fim da década de 1970, e as retomado na mesma data em 2005. 
Tem como modalidade esportiva principal o futebol, com um dos times mais promissores do estado e que está entre as equipes com maior torcida do interior. No futebol, é um dos clubes mais bem-sucedidos do estado de Pernambuco, despontando como uma das maiores forças do futebol pernambucano. Com oito anos atuando como profissional, a equipe já ganhou três títulos e em 2013, tornou-se o segundo time na história do interior de Pernambuco a disputar uma edição da Copa do Nordeste e pela sétima vez disputou o Campeonato Pernambucano de futebol na elite, além de ter disputado a série B do campeonato Brasileiro em 2011. Em 2014 foi campeão da Taça Miguel Arraes, equivalente ao 1º turno do Campeonato Pernambucano. Em 2015 o Carcará chegou as quartas de finais da Copa do Nordeste sendo esta sua melhor campanha no certame e ainda chegou na final do Campeonato Pernambucano, feito até então inédito do clube sertanejo quando foi vice-campeão estadual.
Seus títulos mais importantes conquistados no futebol são os 8 títulos do Campeonato Pernambucano do Interior, sendo o segundo melhor clube do interior pernambucano, a Copa Pernambuco de Futebol de 2005, uma Série A2 do Pernambucano em 2007 e além do título do primeiro turno do campeonato pernambucano, o Troféu Miguel Arraes em 2014, seu maior feito de fato é o título do Campeonato Pernambucano de Futebol em 2020, após vencer o Santa Cruz nos pênaltis para assegurar o primeiro Campeonato Pernambucano de sua história e do interior pernambucano, encerrando o domínio de Náutico, Sport e Santa Cruz que se alternavam como campeões desde 1944.

## História

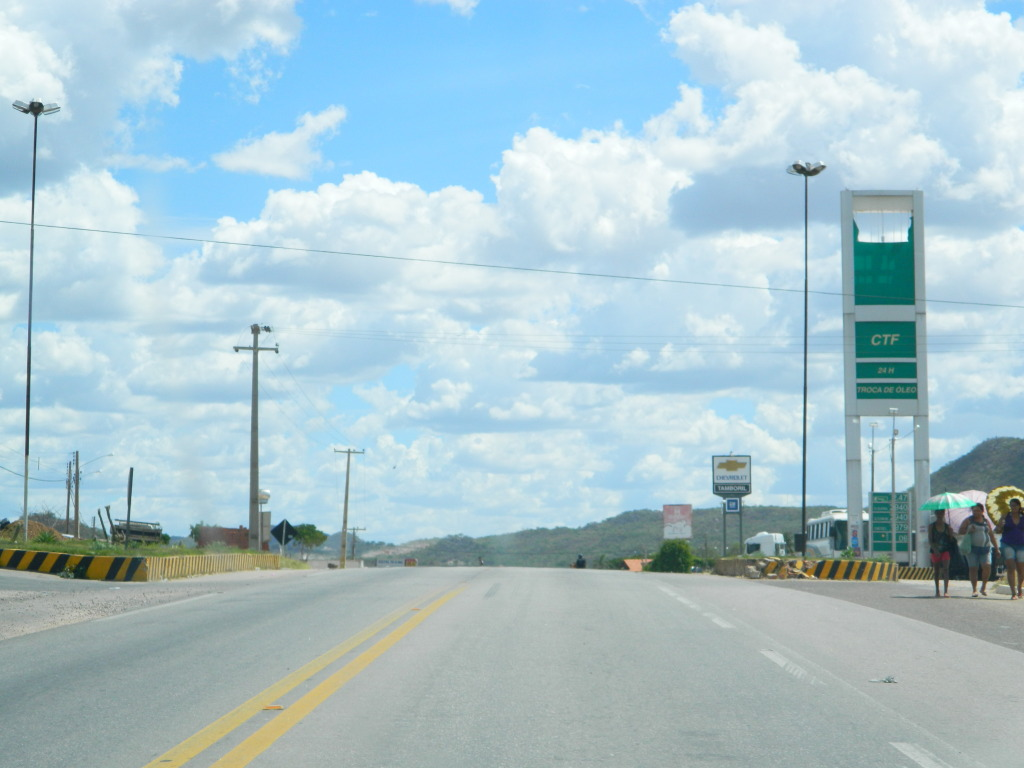
acesso a cidade de Salgueiro pela BR-232.

O clube foi fundado em 23 de março de 1972 com o nome de Atlético de Salgueiro. O time era amador e seu maior rival era o Comercial de Serra Talhada. Quase 1 ano depois de sua fundação, o Atlético de Salgueiro fez uma das mais importantes partidas da sua história contra o Botafogo/RJ, sendo goleado pelo placar de 6x1. O time também chegou a fazer uma partida amistosa contra o Fluminense, clube esse que inspirou as suas cores, em uma partida amistosa no Estádio Cornélio de Barros. Na ocasião, o Fluminense goleou o Salgueiro por 3–0.
Como time amador, o Atlético de Salgueiro disputou duas competições oficiais organizadas pela Federação Pernambucana de Futebol: Copa Eraldo Gueiros e a Taça Augusto Lucena, realizadas entre 1973 e 1974. Primeiramente disputou a Copa Eraldo Gueiros (Copa do Interior de Clubes) e caiu no complicado grupo 01 juntamente com o Comercial de Serra Talhada, Independente de Garanhuns, Eutrópio Freire de Arcoverde e União Peixe de Pesqueira. Logo após a Copa do interior, o clube participou do torneio integração denominado de Taça Augusto Lucena. A Federação Pernambucana de Futebol tinha a intenção de integrar os clubes do interior com os da capital, onde poderiam surgir novos clubes profissionais. Participaram da competição três clubes da capital (América, Ferroviário do Recife e Íbis) e três do Interior (Atlético Salgueirense, Central de Caruaru e o Comercial de Serra Talhada). O Atlético liderou várias rodadas no returno, mas em seguida perdeu alguns jogos e, quando já estava fora do páreo, recusou-se a jogar a última rodada contra o Íbis, alegando que o jogo não despertava interesse e só daria prejuízo. Osvaldo Salsa afirmou que a mentalidade dos dirigentes do Atlético de Salgueiro tirava qualquer argumento de uma nova participação da cidade de Salgueiro numa competição futebolística, principalmente o Campeonato Pernambuco.
E foi isso que aconteceu. A equipe só retornaria aos gramados numa competição oficial 31 anos depois, já com o nome de Salgueiro Atlético Clube.
Refundado em 2005, veio a profissionalização.  O time ficou em 3º lugar no Campeonato Pernambucano da série A2, perdendo a vaga na última rodada para o Estudantes de Timbaúba em um jogo turbulento e marcado pela violência, mas graça à desistência do Itacuruba (Que disputava a elite estadual) o carcará subiu para a 1ª divisão do futebol pernambucano. Nesse mesmo ano, conquistou os títulos da Copa PE e Copa Integração.
Em 2006, ano da sua primeira participação no Campeonato pernambucano da 1ª divisão, o time chegou à fase final do 1º turno com chances de título, mas a pífia campanha no 2º turno acabou ocasionando o rebaixamento. No ano de 2007, o Salgueiro conquistou o título do Campeonato Pernambucano da série A2, vencendo a equipe do Sete de Setembro nas duas partidas. Na semifinal obteve um empate emocionante no clássico contra o Petrolina em 3–3, onde o gol do acesso do Carcará saiu aos 47 do segundo tempo e assim, retornando à primeira divisão. Antes disso, a equipe eliminou o Atlético de Vicência nas quartas-de-final.
Em 2008, o time fez uma brilhante participação no Pernambucano, terminando em 4º lugar, e garantindo uma vaga na Campeonato Brasileiro da Série C. Em sua primeira participação em competições nacionais, terminou em 14º lugar dentre 64 clubes e garantiu a sua vaga na Série C em 2009, tendo em vista que a CBF criou a Série D. Os 20 melhores da Série C de 2008, excluídos os 4 primeiros que subiram pra Série B, automaticamente permanecerem na C para o ano seguinte. O clube repete a boa campanha no Pernambucano em 2009, terminando na 4ª colocação. Na Série C de 2009, o clube terminou em 10º lugar, sendo eliminado ainda na 1ª fase, ficando atrás somente do ASA e do Icasa no Grupo B.

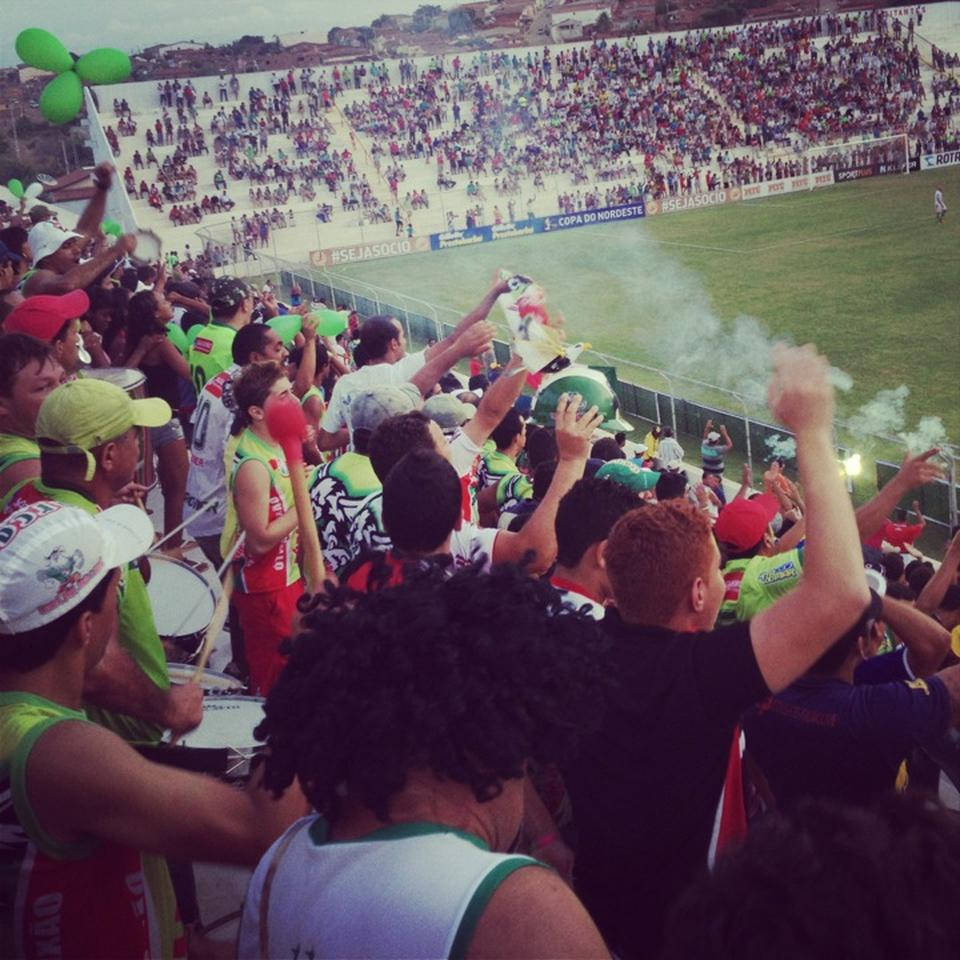
Torcedor no Estádio Cornélio de Barros.

Em 2010, no dia 17 de outubro, data histórica para o clube do sertão pernambucano, o Salgueiro conquistou o acesso à Série B do Campeonato Brasileiro, após vencer o Paysandu de virada pelo placar de 3–2, fora de casa, no estádio do Curuzu lotado.  O placar anterior em Salgueiro havia sido de 1–1.
Já em 2011, a equipe fez sua estreia no Campeonato Brasileiro Série B. No primeiro jogo empatou contra o São Caetano por 1–1, mesmo placar da segunda partida contra o ABC em Natal. A primeira vitória só saiu na 3ª rodada frente ao Duque de Caxias, por 2–0. Por sua vez, a primeira derrota veio na 4ª rodada diante do Paraná Clube, pelo placar de 1–0 em Curitiba. Terminou o campeonato na 19º colocação, tendo sido rebaixado à série "C" Nacional. Em 2012, o Salgueiro conseguiu uma das 4 vagas para as semifinais do estadual. O jogo da semifinal foi contra o Santa Cruz, o primeiro jogo em Salgueiro, o time da casa venceu pelo placar de 2–1, mas no jogo da volta em Recife, o Santa Cruz venceu por 3–1, assim encerrando a melhor campanha da história de um time do sertão do estado acabando o campeonato na 3ª colocação. Infelizmente, porém, o clube fez uma péssima campanha na série "C" do Campeonato Brasileiro terminando na penúltima colocação do grupo "A" e na 17 ª colocação geral caindo para a série "D" do Campeonato Brasileiro de 2013.
No ano de 2013, no estadual, o clube não conseguiu mostrar a tradicional força jogando em seus domínios e acabou o campeonato na modesta 6ª colocação. Por outro lado, nas competições nacionais do ano, o Carcará fez excelentes campanhas. Teve uma brilhante campanha na Copa do Brasil de 2013. Na Série D, após vencer o Plácido de Castro/AC por 3–1, depois de ter empatado no jogo de ida por 1–1, o Salgueiro avançou às semifinais do torneio e garantiu o acesso de volta à Série C, um ano após ter sido rebaixado. Antes disso, havia eliminado o Nacional-AM nas quartas de finais. A equipe ainda fez sua estreia na Copa do Nordeste terminando na última posição do Grupo C, que contava com o Vitória, ASA e América-RN. O seu jogador nigeriano Yerien foi quem marcou o primeiro gol transmitido pela TV Esporte Interativo no Nordestão, na vitória de 1–0 sobre o ASA.

### A Brilhante campanha na Copa do Brasil 2013
Na Copa do Brasil de Futebol, o clube conseguiu avançar para as Oitavas de Final, sendo assim o primeiro clube da história do interior de Pernambuco a conseguir tal feito, eliminando na 1ª fase o Boa Esporte Clube, na 2ª fase o Vitória e na 3ª fase o Criciúma.
Enfrentou nas oitavas o Internacional. No primeiro jogo os gaúchos venceram pelo placar de 3–0 atuando no Rio Grande do Sul e no jogo da volta, empate por 2 a 2 encerrando assim a participação brilhante do clube na competição.

### Ano de 2014
Em 2014, o Salgueiro disputou 2 competições: O Pernambucano e o Brasileirão Série C. No Campeonato Pernambucano, na primeira fase que, dava vaga ao Hexagonal do Título junto com os três primeiros colocados da edição passada (Sport, Náutico e Santa), estavam somente times do interior, o Salgueiro foi o primeiro colocado de ponta a ponta e levou o Troféu Miguel de Arraes. Na segunda fase (Hexagonal do Título) o Salgueiro fez uma boa Campanha. No geral, terminou em 3º lugar. Na semifinal venceu a primeira partida contra o Náutico por 2–0 no Salgueirão, mas acabou sendo derrotado no segundo jogo por 1–0 a decisão foi para os pênaltis, com o Náutico vencendo por 5–3, tornando-se o primeiro finalista do Campeonato Pernambucano 2014. Na decisão do terceiro lugar, o Salgueiro venceu o Santa Cruz por 2–1 no Recife, e como havia empatado por 1–1 em casa, ficou com a 3ª colocação, ganhando vaga para Copa do Nordeste e Copa do Brasil do ano seguinte.
Já no Brasileirão da Série C, Salgueiro fez boa campanha também na série C, ficou em terceiro colocado na fase de grupos. E na fase de quartas de finais, Carcará foi eliminado pelo Mogi-Mirim, depois de perder o primeiro por 1–0 no Salgueirão, com ilustre presença de Rivaldo presidente do clube Paulista na cidade. No segundo jogo o Carcará não conseguiu reverter e empatou por 0–0 e viu o sonho de voltar para a série B ficar para a próxima.

### Ano de 2020
A equipe começa o Campeonato Pernambucano com derrota para o  Afogados, mas logo consegue dar a volta por cima e alcançar a classificação direta para as semifinais da competição, conseguindo triunfar e chegar a grande final contra o rival Santa Cruz, no qual vence nos pênaltis e se sagra campeão estadual pela primeira vez em sua história.

### Crise e desistência em competições
Na temporada de 2024, o clube iria disputar a primeira divisão do campeonato pernambucano, contudo, devido a falta de recursos financeiros, o Carcará protocolou junto à Federação Pernambucana de Futebol a sua desistência da disputa. Com a confirmação da desistência, a vaga foi herdada pelo Flamengo de Arcoverde que disputará a Série A1. O até então presidente do clube, José Guilherme, afirmou em entrevistas que o clube estaria vivendo uma grande crise financeira que impossibilitaria qualquer participação em competições, seja estadual e nacional, já tendo desistido de participar de Copa do Nordeste e Série D em anos anteriores por falta de verba.

## O clube

### Associados
Profissionalizado há apenas dez anos, o Salgueiro ostenta uma regularidade na Série C, tendo ascendido uma vez à Segundona, e na década atual vêm brigando quase sempre no mata-mata local e desde subiu da D em 2013, vem sempre alcançando as melhores posições no geral sendo que em 2014, ficou entre os sete melhores na classificação geral. Assim, ganhou força e apoio.
Em 2016, o Salgueiro lança seu programa de sócios  Sou Carcará. Nos primeiros 12 meses de funcionamento, conseguiu a adesão de 685 associados titulares. De acordo com Geraldo Neto, idealizador do programa, o número de adesões neste primeiro ano não foi maior porque o torcedor salgueirense ainda não tem o costume de pagar pelo ingresso do jogo. Um reflexo dos anos do Todos com a Nota, quando o bilhete para ver a partida era trocado por notas fiscais.

### Bens e acomodações

#### Estádio

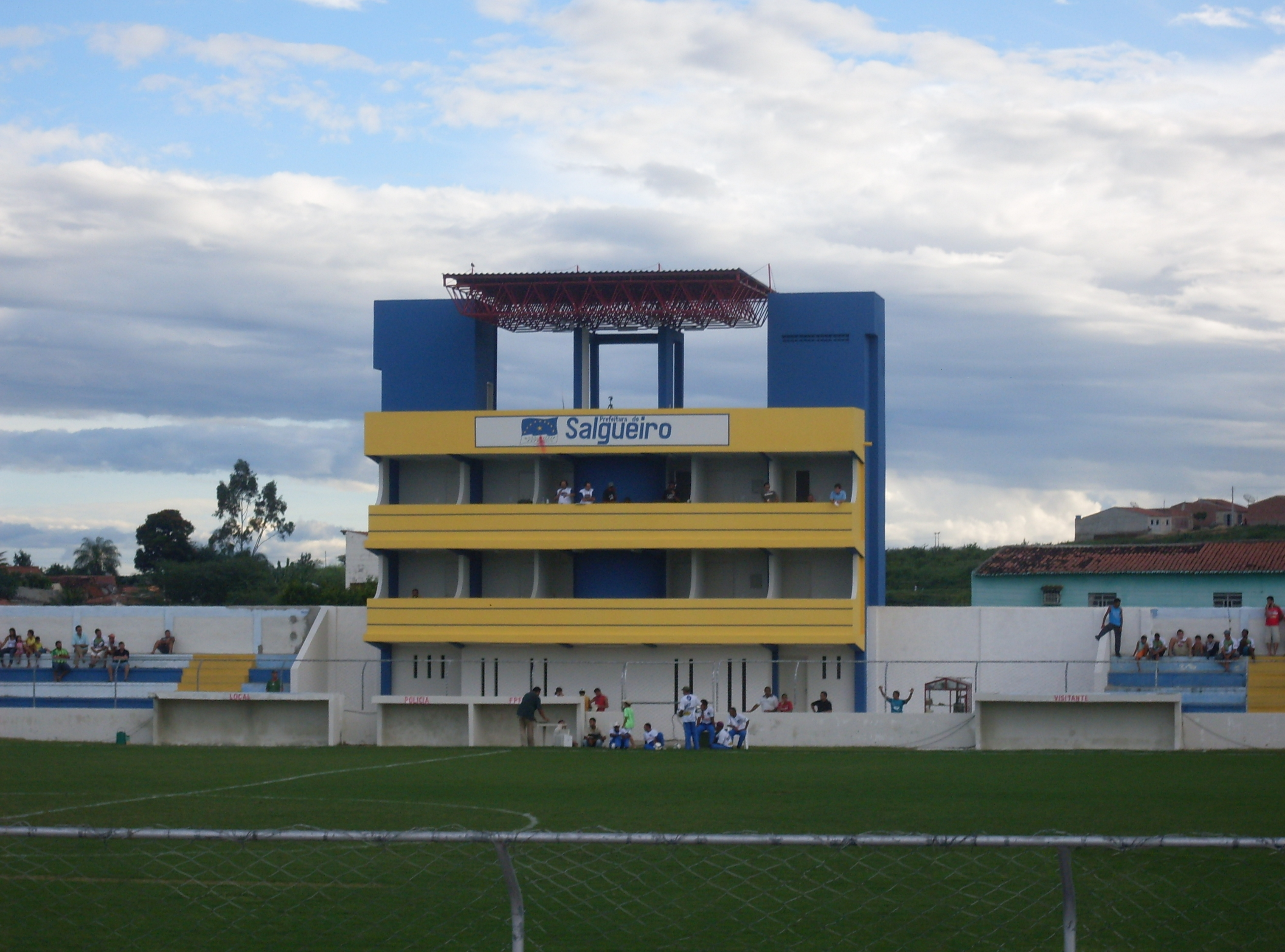
Estádio Cornélio de Barros

O Salgueiro realiza seus jogos no Estádio Municipal Cornélio de Barros Muniz, mais conhecido como “Salgueirão”, em Salgueiro/PE, com capacidade para 12.070 pessoas.
O Estádio Cornélio de Barros , popularmente conhecido como Salgueirão, é um estádio de futebol, localizado na cidade de Salgueiro, estado de Pernambuco, pertence à Prefeitura Municipal, é utilizado pelo Salgueiro. O apelido Salgueirão tem origem no nome da cidade onde está localizado. Foi inaugurado em 1972, sua capacidade inicial era de 5 mil torcedores, em 2011/2012 foi aumentado para 12 mil torcedores.

#### Centro de treinamento
Com inicio das obras em 2012, o Salgueiro vem construindo seu primeiro Centro de treinamento de futebol, o primeiro do sertão. Localizado próximo à região do Serrote do Cruzeiro, quando finalizado terá 3 campos profissionais, um alojamento com 120 vagas, quadra, piscina, vestiários e dormitórios, construídos em uma área de 25 hectares 

## Símbolos

### Escudo
Ao longo de quatro décadas, o escudo do Salgueiro não sofreu mudanças significativas em seu design. O escudo sempre apresentou suas cores verde e vermelha, com um fundo em branco, com a sigla "SAC" também em branco. No centro do escudo a direita, aparece o seu mascote, um grande Carcará branco, no topo do escudo, tem três estrelas, uma vermelha e outra verde, no meio das duas estralas, uma estrela grande e dourada em alusão ao estadual de 2020 conquistado pelo clube do interior.

### Mascote

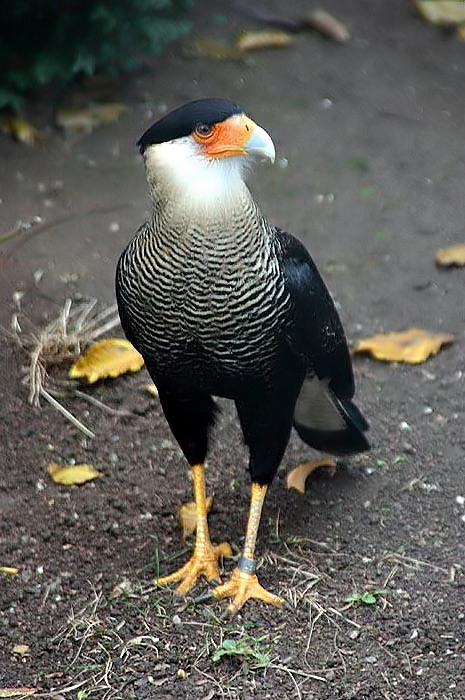
Carcará

O mascote do Salgueiro é uma espécie de ave de rapina da família dos falconídeos chamada de Carcará, muito comum no sertão nordestino. O carcará é facilmente reconhecível, quando pousado, pelo fato de ter uma espécie de solidéu preto sobre a cabeça, assim como um bico adunco e alto, que se assemelha à lâmina de um cutelo; a face é vermelha. É recoberto de preto na parte superior e tem no peito de uma combinação de marrom claro com riscas pretas, de tipo carijó/pedrês; patas compridas e de cor amarela; em voo, assemelha-se a um urubu, mas é reconhecível por duas manchas de cor clara na extremidade das asas.
Presente em todo o Brasil e nos Estados Unidos (Flórida) à Terra do Fogo, no extremo sul da América do Sul. Comum em campos e pastagens com árvores isoladas, plantações e outras áreas abertas. Vive solitário, aos pares ou em grupos.
Pousa em árvores ou cercas, sendo frequentemente observado no chão, junto às queimadas e ao longo de estradas. É onívoro, alimentando-se tanto de animais vivos como mortos.
O carcará não é, taxonomicamente, uma águia e sim um parente distante dos falcões. Diferentemente destes, no entanto, não é um predador especializado e sim um generalista e oportunista (assim como os seus parentes próximos, o chimango e o gavião-carrapateiro), alimentando-se de insetos, anfíbios, roedores e quaisquer outras presas fáceis; ataca crias de mamíferos (como filhotes recém-nascidos de ovelhas), acompanha urubus em busca de carniça, são aves necrófagas. Passa muito tempo no chão, ajudado pelas suas longas patas adaptadas à marcha, mas é também um excelente voador e planador. 

### Hino
O hino do Salgueiro é de autoria de Zezito Doceiro e conta a paixão da torcida salgueirense.
| (Inicio) É Branco, verde e vermelho As cores do meu coração Salgueiro Atlético Clube É o Tricolor do Sertão É força, é garra, é magia O sonho não acabou Se tem bola na rede começa a folia Na garganta o grito de gol Futebol é a minha alegria Tem festa no interior No toque da bola tem muita harmonia Na garganta o grito de gol |  | (Refrão) É paixão no meu coração Emoção meu time é campeão É paixão, emoção Salgueiro Atlético Clube É! É! É! É o Carcará do Sertão! Carcará, pega, mata e come Carcará, não vai morrer de fome Carcará, mais coragem do que homem Carcará, pega, mata e come! |

## Uniformes

### Uniformes atuais
| 1º Uniforme | 2º Uniforme | 3º Uniforme | 4º Uniforme |

#### Uniformes anteriores
- 2019

| 1º Uniforme | 2º Uniforme | 3º Uniforme | 4º Uniforme |

- 2018-19

| 1º Uniforme | 2º Uniforme | 3º Uniforme | 4º Uniforme |

- 2018

| 1º Uniforme | 2º Uniforme | 3º Uniforme |  |

- 2017

| 1º Uniforme | 2º Uniforme | 3º Uniforme |  |

- 2016

| 1º Uniforme | 2º Uniforme | 3º Uniforme |  |

- 2015

| 1º Uniforme | 2º Uniforme |  |

- 2014

| 1º Uniforme | 2º Uniforme | 3º Uniforme |  |

- 2013

| 1º Uniforme | 2º Uniforme | 3º Uniforme |  |

- 2012

| 1º Uniforme | 2º Uniforme | 3º Uniforme |  |

- 2011

| 1º Uniforme | 2º Uniforme | 3º Uniforme | 4º Uniforme |

- 2010

| 1º Uniforme | 2º Uniforme | 3º Uniforme |

## Títulos
| ESTADUAIS                            | ESTADUAIS                           | ESTADUAIS | ESTADUAIS                                                   |
|                                      | Competição                          | Títulos   | Temporadas                                                  |
| ------------------------------------ | ----------------------------------- | --------- | ----------------------------------------------------------- |
|                                      | Campeonato Pernambucano             | 1         | 2020                                                        |
|                                      | Copa Pernambuco                     | 1         | 2005                                                        |
|                                      | Campeonato Pernambucano - Série A2  | 1         | 2007                                                        |
|                                      | Campeonato Pernambucano do Interior | 10        | 2009, 2010, 2012, 2014, 2015, 2016, 2017, 2020, 2021 e 2022 |
| TURNOS ESTADUAIS                     |                                     |           |                                                             |
|                                      | Competição                          | Títulos   | Temporadas                                                  |
|                                      | Campeonato Pernambucano - 1º Turno  | 1         | 2017                                                        |
|                                      | Troféu Miguel Arraes                | 1         | 2014                                                        |
| AMISTOSOS                            |                                     |           |                                                             |
|                                      | Competição                          | Títulos   | Temporadas                                                  |
| Pernambuco                           | Taça Aderval Viana                  | 1         | 2018                                                        |
| Pernambuco · Espírito Santo (estado) | Troféu da Solidariedade             | 1         | 2015                                                        |
|                                      | Copa Integração                     | 1         | 2005                                                        |

## Estatísticas

### Campanhas de destaque
- 6º colocado Copa do Nordeste: 2016.
- Campeão do Campeonato Pernambucano de Futebol: 2020
- 5º colocado no Campeonato Pernambucano de Futebol: 2013.
- 3º colocado no Campeonato Pernambucano de Futebol:  2012 e 2014
- 4º colocado no Campeonato Pernambucano de Futebol: 2008 e 2009, 2016. 2018 e 2019
- 4º colocado no Campeonato Brasileiro de Futebol - Série C: 2010.
- 15º colocado na Copa do Brasil: 2013.
- 4º colocado no Campeonato Brasileiro de Futebol - Série D: 2013.

### Participações
|  | Participações em 2025 |

| Competição | Competição              | Temporadas | Melhor campanha                | Estreia | Última | P | R |
| Pernambuco | Campeonato Pernambucano | 16         | Campeão (2020)                 | 2006    | 2023   |   | 1 |
| Pernambuco | Série A2                | 2          | Campeão (2007)                 | 2005    | 2007   | 1 | 1 |
| Pernambuco | Série A3                | 1          | A definir (2025)               | 2025    | 2025   | – |   |
|            | Copa do Nordeste        | 6          | Quartas de final (2015 e 2016) | 2013    | 2021   |   |   |
| Brasil     | Série B                 | 1          | 19º colocado (2011)            | 2011    | 2011   | – | 1 |
| Brasil     | Série C                 | 9          | 4º colocado (2010)             | 2008    | 2018   | 1 | 2 |
| Brasil     | Série D                 | 4          | 4º colocado (2013)             | 2013    | 2022   | 1 |   |
| Brasil     | Copa do Brasil          | 7          | Oitavas de final (2013)        | 2013    | 2022   |   |   |

## Desempenho
Campeonato Brasileiro - Série B
| Ano  | Posição         |
| 2011 | 19º (Rebaixado) |

 Campeonato Brasileiro - Série C
| Ano  | Posição         |
| 2008 | 14º             |
| 2009 | 10º             |
| 2010 | 4º (Promovido)  |
| 2012 | 17º (Rebaixado) |
| 2014 | 7º              |
| 2015 | 14º             |
| 2016 | 14º             |
| 2017 | 11º             |
| 2018 | 19º (Rebaixado) |

 Campeonato Brasileiro - Série D
| Ano  | Posição        |
| 2013 | 4º (Promovido) |
| 2019 | 30º            |
| 2020 | 11º            |
| 2021 | Desistência    |
| 2022 | Desistência    |

 Copa do Brasil
| Ano  | Posição                |
| 2013 | 15º (Oitavas-de-Final) |
| 2015 | 43º (Segunda Fase)     |
| 2016 | 81º (Primeira Fase)    |
| 2017 | 67º (Primeira Fase)    |
| 2018 | 51º (Segunda Fase)     |
| 2021 | Primeira Fase          |
| 2022 | Primeira Fase          |

 Copa do Nordeste
| Ano  | Posição |
| 2013 | 13º     |
| 2015 | 6º      |
| 2016 | 6º      |
| 2018 | 15º     |
| 2019 | 13º     |
| 2021 | 11º     |

 Campeonato Pernambucano - 1ª Divisão
| Ano  | Posição                        |
| 2006 | 9º (Vice-lanterna e rebaixado) |
| 2008 | 4º                             |
| 2009 | 4º                             |
| 2010 | 8º                             |
| 2011 | 6º                             |
| 2012 | 3º                             |
| 2013 | 6º                             |
| 2014 | 3º                             |
| 2015 | Vice-campeão                   |
| 2016 | 4º                             |
| 2017 | Vice-campeão                   |
| 2018 | 4º                             |
| 2019 | 4º                             |
| 2020 | Campeão                        |
| 2021 | 3º                             |
| 2022 | 4º                             |
| 2023 | 4º                             |
| 2024 | Desistência (Rebaixado)        |

 Campeonato Pernambucano - 2ª Divisão
| Ano  | Posição        |
| 2005 | 2º (Promovido) |
| 2007 | Campeão        |

 Campeonato Pernambucano - 3ª Divisão
| Ano  | Posição   |
| 2024 | A definir |

 Copa Pernambuco
| Ano  | Posição |
| 2005 | Campeão |
| 2008 | 3º      |

 Copa Integração CE-PB-PE-PI
| Ano  | Posição |
| 2005 | Campeão |
| 2007 | 4º      |

## Elenco atual
Última atualização: 21 de Dezembro de 2023.

## Outras modalidades

### Categoria de base
O Salgueiro se destaca em grandes torneios de base. As categorias Sub-17 e Sub-15 se destacam com grandes feitos.

#### Principais títulos
Sub-17
- Copa Água Branca 2016.
- (Bronze) Liga Desportiva Municipal 2019.

Sub-15 (Infantil)
- Copa Pernambuco de Novos Talentos 2015.
- Copa Água Branca 2015.

### Futsal
- Copa TV Grande Rio de Futsal|Vice-Campeão da Copa TV Grande Rio: (2009).

### Jiu-Jitsu

#### Principais títulos
Internacionais
- Campeão Mundial de Jiu-Jitsu - Paulo Maia - 2015.
- Campeão Pan-Americano de Jiu-Jitsu - Paulo Maia - 2015

Nacionais
- Campeonato 2x Brasileiro de Jiu-Jitsu - Paulo Maia - 2015 e 2016:
- Campeão da Taça SP de Jiu-Jitsu - Paulo Maia - 2015.

## Atletismo

### Principais títulos
- Ouro - Erika Nascimento: Corrida Noturna de Araripina - 2019.

- Ouro - Erika Nascimento: Corrida do Vinho (Lagoa Grande PE) - 2019.

- Ouro - Erika Nascimento: Corrida Raimundo de Sá (Salgueiro PE) - 2019.

- Prata - Erika Nascimento: I Maratona de Juazeiro do Norte (Juazeiro/CE) - 2019.

- Prata - Adailton Baiano: I Maratona de Juazeiro do Norte (Juazeiro/CE) - 2019.

- Prata - Adailton Baiano: Corrida Raimundo de Sá (Salgueiro/PE) - 2019.

- Bronze - Erika Nascimento: Meia Maratona da Fruticultura Irrigada (Petrolina) - 2019.

### Destaques
5ª Colocada, Erika Nascimento: Meia Maratona do Shopping (Salgueiro) - 2019.